# Rohan-Meister

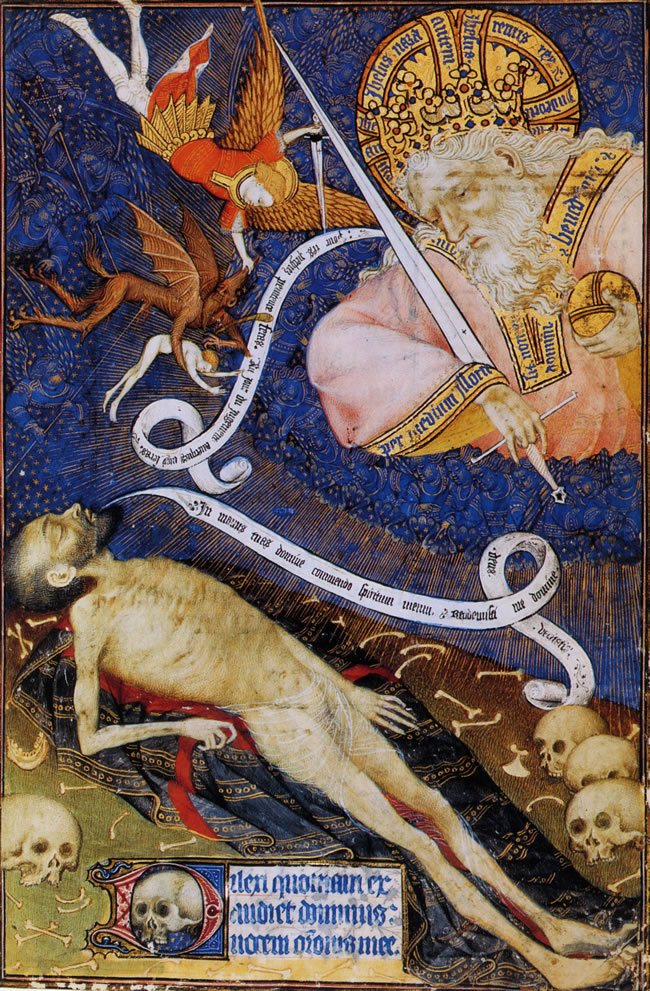
„Der Tote vor seinem Richter“. Rohan-Stundenbuch, Paris um 1430.

Rohan-Meister oder Meister des Stundenbuchs von Rohan (französisch Maître des Grandes Heures de Rohan) ist der Notname für einen anonymen französischen Buchmaler, der in der ersten Hälfte des 15. Jahrhunderts tätig war. Er erhielt diesen Namen durch seine ausdrucksstarken Miniaturen im Rohan-Stundenbuch, den Grandes Heures de Rohan.

## Leben und Werk
Über den Rohan-Meister ist nur wenig bekannt. Er hatte offenbar Beziehungen nach Troyes. Um das Jahr 1410 arbeitete er in Paris in einer Werkstatt, in der auch der Bedford-Meister tätig war. Er illustrierte Bücher mit moralisierendem profanem Inhalt. Zwischen 1415 und 1420 scheint er sich in einer eigenen Werkstatt mit Gehilfen auf die Produktion von wenig aufwändigen Stundenbüchern spezialisiert zu haben. Um 1420 erscheint er im Dienst des Hauses Anjou. Neben seinen Miniaturen in den Grandes Heures de Rohan (Paris, Bibliothèque nationale) wird er mit folgenden Stundenbüchern in Verbindung gebracht: Heures de René d’Anjou (Paris, Bibliothèque nationale), Heures dites d’Isabelle Stuart (Cambridge, Fitzwilliam Museum) und Heures à l’Usage d’Angers (Paris, ehemalige Sammlung Martin Le Roy).
Der Rohan-Meister kümmert sich nicht um die Erkenntnisse und die Bemühungen seiner Zeitgenossen in der wirklichkeitsnahen Darstellung des Raumes und der Natur. Seine Kompositionen sind konservativ, ohne Tiefe, mit abstraktem Hintergrund. Er will nicht Szenen schildern, sondern Gefühle und Stimmungen erzeugen, unabhängig vom überkommenen ikonographischen Programm. Der Meister scheut sich nicht, Personen auch in der nicht mehr zeitgemäßen Bedeutungsperspektive darzustellen, und er hat den Mut zur provozierenden Gegenüberstellung zarter und plumper Figuren. Seine Bilder erhalten Ausdruckskraft durch intensive Farbigkeit und die Darstellung von Bewegung.
In Zeichnung und Ausmalung sind seine Miniaturen unerreicht, die Bildinhalte hingegen sind wenig kreativ. Manche ungewöhnlich erscheinenden Details folgen älteren Darstellungen. Auch das Thema des nackten Toten, um dessen Seele sich der Erzengel Michael und der Teufel streiten (siehe Abbildung), findet sich schon beim Boucicaut-Meister. Die dem Rohan-Meister nachgesagte Besessenheit vom Gedanken an den Tod lässt sich nicht belegen. Fast alle Miniaturen, die im Rohan-Stundenbuch das Totenoffizium zahlreich illustrieren, stammen nicht von seiner Hand.
Der Rohan-Meister ist ein außergewöhnlicher Künstler voller Originalität und starker Ausdruckskraft, den man nur schwer einordnen kann. Über seine Herkunft weiß man nichts. Vielleicht kam er aus den Niederlanden, denn sein religiöses Empfinden scheint durch die niederrheinische Mystik beeinflusst zu sein. Nur wenige Schüler imitierten seinen Stil, aber keiner erreichte seine Stärke. Der geniale Rohan-Meister blieb ohne wirklichen Einfluss auf die Malerei seiner Zeit.